# Zdobycie Sarmizegetusy
Zdobycie Sarmizegetusy – starcie zbrojne, które miało miejsce w roku 106 n.e. w trakcie wojen Rzymian z Dakami.

## Kontekst
Zawarty w roku 102 traktat pokojowy pomiędzy rzymskim cesarzem Trajanem a dackim królem Decebalem przetrwał niecałe 3 lata. W roku 105 n.e. oddziały rzymskie ponownie przekroczyły Dunaj po moście Trajana.  

## Kampania
Jednym z celów Trajana było ukaranie Daków za brak realizacji postanowień traktatu pokojowego, na podstawie którego Dakowie mieli wydać broń i zburzyć fortyfikacje, a także pomszczenie śmierci cesarskiego przyjaciela Pompejusza Longinusa, który zmarł w niewoli dackiej. Rzymianie zaskoczyli przeciwnika atakując na kilku frontach i niszcząc wszelkie punkty oporu. Następnie armia Trajana podeszła pod stolicę Daków Sarmizegetusę, rozpoczynając oblężenie miasta. 
Po kilku dniach oblężenia Rzymianom udało się ostatecznie wtargnąć poza mury. W wyniku szturmu, miasto zostało zdobyte. W ostatniej chwili Decebalowi w asyście kilku towarzyszy udało się zbiec w góry. Kryjówkę Decebala odkrył wkrótce oddział jazdy rzymskiej wysłany przez Trajana w pościg za królem Daków. Chcąc uniknąć niewoli Decebal popełnił samobójstwo, a odciętą głowę króla zaniesiono Trajanowi. Śmierć Decebala uwieczniono na wzniesionej z okazji zwycięstwa nad Dakami Kolumnie Trajana. 
W następnym roku zdobyte ziemie rozpoczęto zasiedlaniem rzymskich osadników oraz weteranami wojny, zbudowano w odległości około 40 km nowe miasto – Ulpia Traiana Sarmizegetusa (pełna nazwa: Colonia Ulpia Traiana Augusta Dacica Sarmizegetusa), a cała Dacja uległa romanizacji.